# Manolo Saiz
Manuel Saiz Balbás (Torrelavega, Cantabria, 16 de octubre de 1959), conocido como Manolo Saiz, es un director deportivo español de ciclismo que está libre desde el año 2006 en el que abandonó la disciplina del Liberty Seguros. Fue el máximo responsable del equipo ONCE y uno de los impulsores del circuito UCI ProTour.

## Biografía

### Primeros años
Licenciado en Educación Física por el INEF, muy pronto llegó a ser seleccionador nacional en categorías junior y amateur.

### Director de ONCE/Liberty Seguros
A finales de los años 1980 pasó a hacerse cargo del equipo de tándems de la ONCE. Sus buenos resultados al frente del mismo le llevaron a presentar un proyecto a la organización para crear un equipo profesional de ciclismo en ruta, que se estrenó en 1989. Por el equipo pasaron corredores como Laurent Jalabert, Alex Zülle, Abraham Olano, Melchor Mauri o Marino Lejarreta.
En 2003 ONCE finaliza el patrocinio y le da la mano a un nuevo espónsor, Liberty Seguros, que firma para cinco años. 

#### Método de trabajo
Saiz fue el gran impulsor de las concentraciones de equipo, que se realizaban tanto en invierno (con toda la plantilla) como antes de alguna prueba importante (con los corredores que participarían en ella), especialmente antes de las tres grandes vueltas (Giro, Tour y Vuelta). Algunos escenarios que acogían dichas concentraciones de manera habitual eran Navacerrada, Sierra Nevada, los Pirineos y Puente Viesgo.
Sacó gran partido de los llamados "abanicos", con lo que dotó de un gran espectáculo al mundo del ciclismo, gracias a la fuerza del viento y a las estrategias del equipo.

#### Éxitos
El primer gran éxito del equipo llegó en 1991, al proclamarse Melcior Mauri ganador de la Vuelta a España.
La llegada de Alex Zülle y Laurent Jalabert supuso un salto de calidad para el equipo. Así, el equipo ganó la Vuelta a España durante tres años de manera consecutiva: 1995, 1996 y 1997. A finales de 1997 Zülle dejó a Saiz, pasando al Festina.
Con ONCE Manolo llegaría a obtener varios centenares de triunfos a lo largo de quince años, entre los que destacan tres Vueltas a España. Además, el equipo siempre fue un destacado en las clasificaciones por equipos y en disciplina de contrarreloj, tanto en el modo individual como el de equipos.

#### Poder en el ciclismo
Manolo Saiz fue durante largo tiempo el presidente de la Asociación Internacional de Grupos Ciclistas Profesionales (AIGCP), hasta su renuncia en 2004. Era también amigo personal de Hein Verbrugghen, presidente de la UCI.
Saiz fue uno de los impulsores del UCI ProTour.

#### Operación Puerto
Tras haber sido detenido en una reunión con el Dr. Fuentes, y luego interrogado por los agentes, fue puesto en libertad al día siguiente. Fue posteriormente absuelto de culpa y cargo por la Justicia española.
En julio de 2018 la Agencia Española Antidopaje ( AEPSAD ) exigió al TAD la reapertura del expediente de Saiz y se ha derivado su definitiva resolución a la Federación Española de Ciclismo. En contra de Manolo Sáiz juega que constan como hechos probados que en el momento del arresto portaba dos cajas de Synachten, un compuesto inyectable que potencia los efectos anabólicos.

#### Epílogo
Tras estos sucesos, el día 2 de junio de 2006, la sociedad firmó un contrato de tres años con posible ampliación hasta seis, con Astaná-Würth, mejorando las condiciones del contrato anterior. Astaná es la capital de Kazajistán, y sería patrocinado por las cinco empresas más grandes del país, el cual ha experimentado un gran crecimiento en los últimos años.

### Últimos años

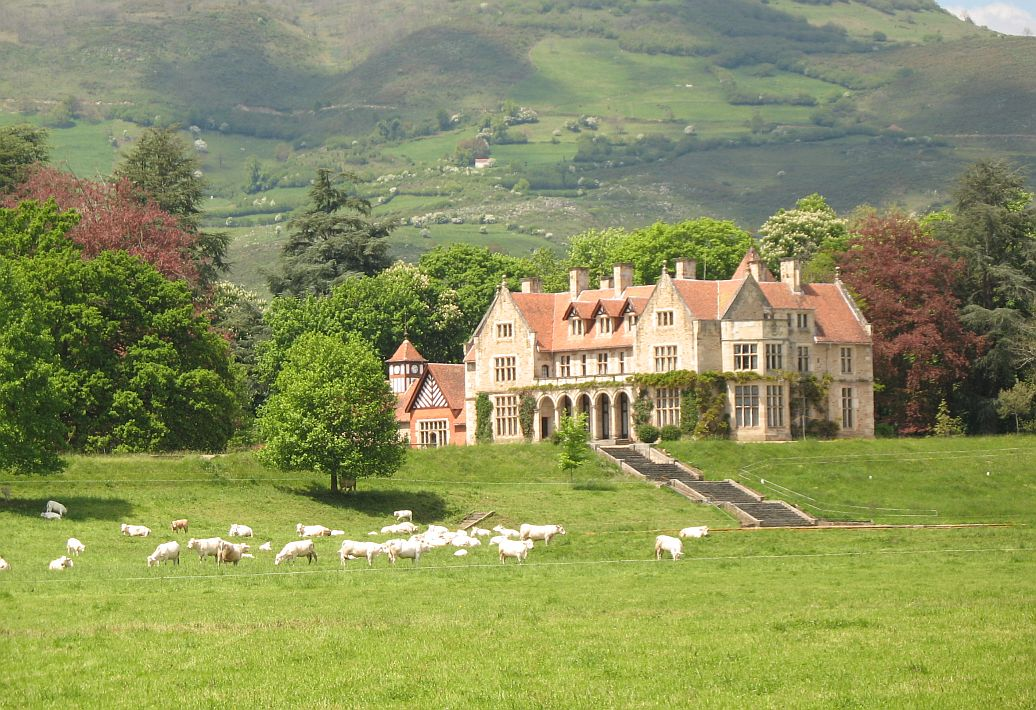
Palacio de los Hornillos, en la localidad de Las Fraguas.

Actualmente regenta dos negocios de hostelería, junto a otros dos socios. Así, además de una cervecería en su Torrelavega natal llamada Cruz Blanca (a la que incorporó un restaurante tras su compra), es también copropietario del Palacio de los Hornillos de Las Fraguas (donde se rodó la película Los otros), que acoge diversas celebraciones.
El 20 de mayo de 2012 es elegido miembro del consejo de administración del Racing de Santander por el indio Ali Syed hasta septiembre.
En 2015 crea el equipo ciclista Aldro Team, junto con Herminio Díaz Zabala y David Etxebarria. Sin embargo, este equipo desaparece en noviembre de 2018 por falta de patrocinios.